# Kumertaui Repülőgépgyár
Koordináták: é. sz. 52° 46′ 59″, k. h. 55° 46′ 33″52.783056°N 55.775833°E
A Kumertaui Repülőgépgyár, rövidítve KumAPP (oroszul: КумАПП – Кумертауское авиационное производственное предприятие, magyar átírásban Kumertauszkoje aviacionnoje proizvodsztvennoje predprijatyije) Oroszországban, a Baskír Köztársaságban fekvő Kumertau városában működő repülőgépgyár, mely repülőgép-alkatrészeket és helikoptereket gyárt.

## Története
A gyárat 1962 márciusában hozták létre egy javítóműhely alapjain. 1963-tól gépkocsik és harcjárművek légideszantolásához szükséges eszközöket kezdett el gyártani. Az 1960-as végén szervezték meg az üzemben a Kamov helikopterek gyártását. a sorozatgyártásra való felkészülés 1967-ben kezdődött el, majd az első sorozatgyártású Ka–26-os 1968-ban készült el. A gyárat 1972-ben átnevezték Kumertaui Helikoptergyárra. 1979-ben pedig létrehozták a Kumertaui Repülőgépgyártó Termelési Egyesülést, melynek fő vállalata a Kumertaui Helikoptergyár volt. A gyár 1973-ban kezdte el a Tupoljev felderítő robotrepülőgépek, a Tu–143 és Tu–243 gyártását, amit 1989-ig végzett. 1974–1978 között az M–17 Geofizika magaslégköri repülőgép gyártása folyt Kumertauban. 1974–1980 között a Tu–154-es utasszállító repülőgép szárnyának egyes részeit készítette a gyár, 1982–1985 között pedig részt vett a Buran űrrepülőgép programjában.
1992-ben átszervezték a gyárat és átnevezték a jelenleg is használt névre. 2008-ban a vállalat részvénytársasággá alakult. A vállalatot az orosz helikoptergyártó vállalatokat összefogó holding, a Vertoljoti Rosszii (Orosz Helikopterek) ellenőrzi.
1994-ben a gyárban tervezték az Il–112-es szállító repülőgép sorozatgyártását, amely végül nem indult el.

## Jelenlegi gyártmányai

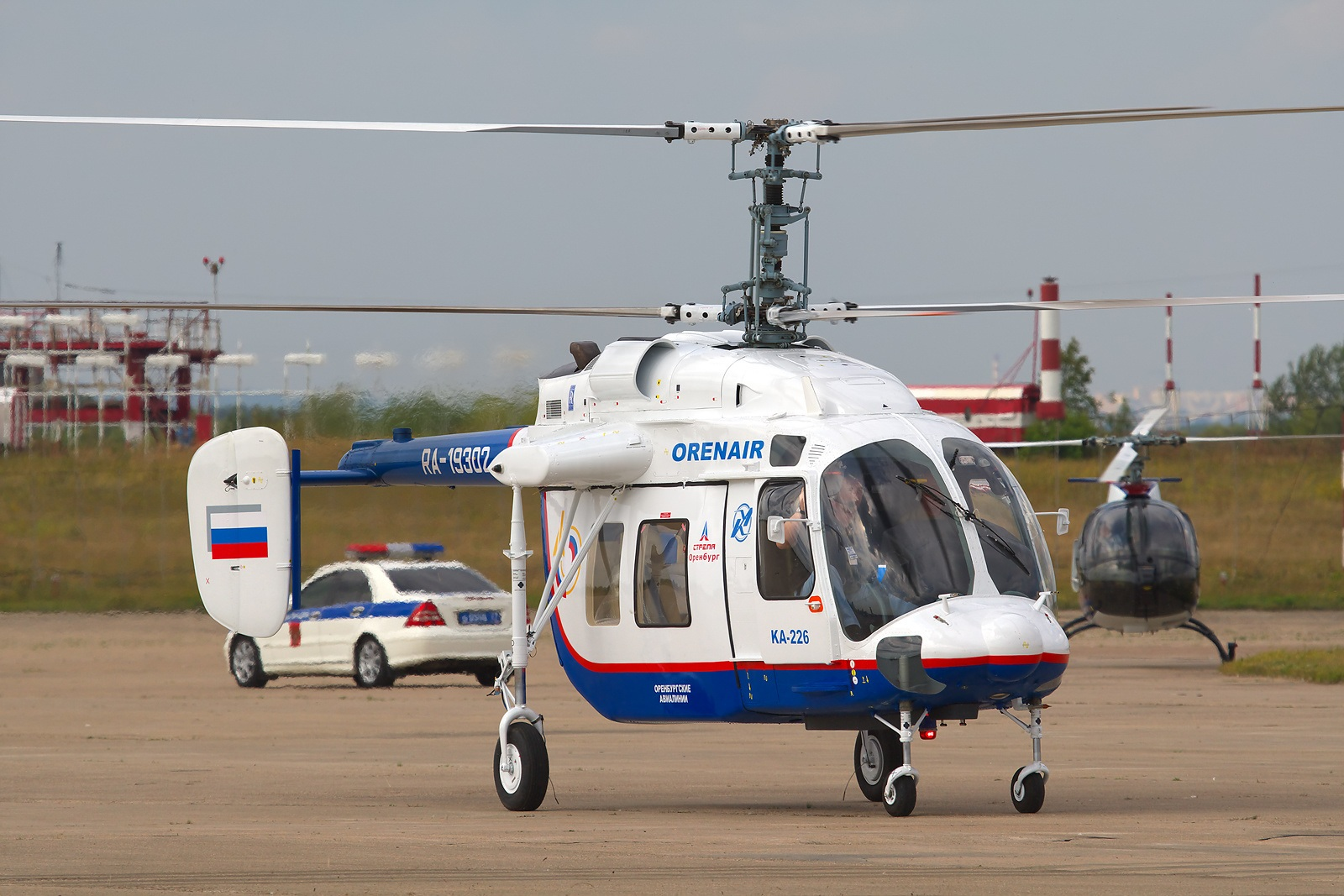
A Ka–226-os helikopter

- Ka–27PSZ, Ka–28, Ka–29
- Ka–31
- Ka–32A
- Ka–32A11VSZ
- Ka–226

## Külső hivatkozások
- A Kumertaui Repülőgépgyár (KumAPP) honlapja